# Gruppspelet i Uefacupen 2007/2008
Artikeln behandlar gruppspelet i Uefacupen 2007/2008 som spelades den 25 oktober till den 20 december 2007.

## Lottning
Lottningen för gruppspelet hölls den 9 oktober klockan 11:00 BST. Lagen som kvalificerade sig till gruppspelet ordnades efter rankingpoäng. Alla delades in i grupper om åtta lag, där de åtta bästa kom i grupp 1 (skål 1) och så vidare. Lag i samma skålar kunde ej lottas mot varandra. Det land med flest lag var Grekland som hade 5 lag med i turneringens gruppspel.
| Lag                    | Ranking poäng |
| Skål 1                 | Skål 1        |
| ---------------------- | ------------- |
| Villarreal             | 78.374        |
| Bayern München         | 73.640        |
| AZ Alkmaar             | 63.995        |
| Panathinaikos          | 55.415        |
| Basel                  | 54.869        |
| Bordeaux               | 49.706        |
| Bayer Leverkusen       | 45.640        |
| Anderlecht             | 41.594        |
| Skål 2                 |               |
| Tottenham Hotspur      | 40.618        |
| Lokomotiv Moskva       | 38.920        |
| Zenit Sankt Petersburg | 38.920        |
| Sparta Prag            | 37.851        |
| AEK Aten               | 36.415        |
| Hamburg                | 34.640        |
| Bolton Wanderers       | 32.618        |
| Austria Wien           | 30.104        |
| Skål 3                 |               |
| Spartak Moskva         | 27.920        |
| Sporting Braga         | 27.107        |
| Galatasaray            | 26.791        |
| Atlético Madrid        | 25.374        |
| Getafe                 | 25.374        |
| Everton                | 24.618        |
| Fiorentina             | 21.808        |
| Rennes                 | 20.706        |
| Skål 4                 |               |
| Hapoel Tel Aviv        | 19.338        |
| Röda stjärnan          | 19.256        |
| Köpenhamn              | 19.129        |
| Toulouse               | 17.706        |
| Dinamo Zagreb          | 17.533        |
| Panionios              | 16.415        |
| Nürnberg               | 14.640        |
| Mladá Boleslav         | 13.851        |
| Skål 5                 |               |
| Aris Thessaloniki      | 13.415        |
| Aberdeen               | 11.064        |
| Zürich                 | 9.869         |
| AE Larissa             | 8.415         |
| Ålborg BK              | 7.129         |
| SK Brann               | 6.509         |
| IF Elfsborg            | 4.478         |
| Helsingborgs IF        | 3.478         |

## Grupper
Det fanns 8 grupper (A-H) som bestod av fem lag i vardera grupp. De tre främsta gick vidare till slutspelet, de andra två åkte ut ur turneringen. En seger gav tre poäng, oavgjort en poäng och en förlust noll poäng. Varje lag fick spela fyra matcher, en mot varje lag, varav två hemmamatcher och två bortamatcher.
Om två lag hamnade på samma poäng bestämdes det vilket lag som placerade sig framför det andra efter:
- bästa målskillnaden (gjorta mål minus insläppta mål)
- flest gjorda mål
- flest gjorda mål på bortaplan
- antalet vinster
- antalet bortavinster
- högst rankingpoäng hos UEFA.

Reglerna är från paragraf 6.06 i UEFA:s regler för den gällande säsongen.

### Förklaringar
|  |                    |
|  | Klara för slutspel |
|  | Ute ur cupen       |

Förklaring till förkortningarna:
- S: Spelade matcher
- V: Vunna matcher
- O: Oavgjorda matcher
- F: Förlorade matcher
- GM: Gjorda mål
- IM: Insläppta mål
- MS: Målskillnad (gjorda mål minus insläppta mål)
- P: Poäng

### Grupp A
| Nr | Lag                    | S | V | O | F | GM | IM | MS | P  |
| -- | ---------------------- | - | - | - | - | -- | -- | -- | -- |
| 1  | Everton                | 4 | 4 | 0 | 0 | 9  | 3  | +6 | 12 |
| 2  | Nürnberg               | 4 | 2 | 1 | 1 | 7  | 6  | +1 | 7  |
| 3  | Zenit Sankt Petersburg | 4 | 1 | 2 | 1 | 6  | 6  | 0  | 5  |
| 4  | AZ                     | 4 | 1 | 1 | 2 | 5  | 6  | −1 | 4  |
| 5  | AE Larissa             | 4 | 0 | 0 | 4 | 4  | 10 | −6 | 0  |

| Hemma \ Borta          | Grekland | Nederländerna | England | Tyskland | Ryssland |
| AE Larissa             | —        | —             | —       | 1–3      | 2–3      |
| AZ                     | 1–0      | —             | 2–3     | —        | —        |
| Everton                | 3–1      | —             | —       | —        | 1–0      |
| Nürnberg               | —        | 2–1           | 0–2     | —        | —        |
| Zenit Sankt Petersburg | —        | 1–1           | —       | 2–2      | —        |

|           | 25 oktober 2007 | Zenit Sankt Petersburg       | 1 – 1           | AZ Alkmaar | Petrovskijstadion                                                 |                                                                   |
| 17:30 UTC | 17:30 UTC       | Anatolij Timosjuk 43′ (str.) | (1 – 1) Rapport | 20′ Ari    | Sankt Petersburg Publik: 20 000 Domare: Kostas Kapitanis (Cypern) | Sankt Petersburg Publik: 20 000 Domare: Kostas Kapitanis (Cypern) |
| 17:30 UTC | 17:30 UTC       |                              |                 |            | Sankt Petersburg Publik: 20 000 Domare: Kostas Kapitanis (Cypern) | Sankt Petersburg Publik: 20 000 Domare: Kostas Kapitanis (Cypern) |
| 17:30 UTC | 17:30 UTC       |                              |                 |            | Sankt Petersburg Publik: 20 000 Domare: Kostas Kapitanis (Cypern) | Sankt Petersburg Publik: 20 000 Domare: Kostas Kapitanis (Cypern) |

|           | 25 oktober 2007 | Everton                                           | 3 – 1           | AE Larissa                  | Goodison Park                                                |                                                              |
| 21:00 UTC | 21:00 UTC       | Tim Cahill 14′ Leon Osman 50′ Victor Anichebe 85′ | (1 – 0) Rapport | 65′ Alexandre Silva Cleyton | Liverpool Publik: 33 777 Domare: Martin Ingvarsson (Sverige) | Liverpool Publik: 33 777 Domare: Martin Ingvarsson (Sverige) |
| 21:00 UTC | 21:00 UTC       |                                                   |                 |                             | Liverpool Publik: 33 777 Domare: Martin Ingvarsson (Sverige) | Liverpool Publik: 33 777 Domare: Martin Ingvarsson (Sverige) |
| 21:00 UTC | 21:00 UTC       |                                                   |                 |                             | Liverpool Publik: 33 777 Domare: Martin Ingvarsson (Sverige) | Liverpool Publik: 33 777 Domare: Martin Ingvarsson (Sverige) |

|           | 8 november 2007 | AE Larissa                                    | 2 – 3           | Zenit Sankt Petersburg                                       | Panthessaliko Stadium                                     |                                                           |
| 16:30 UTC | 16:30 UTC       | Nektarios Alexandrou 58′ Georgios Fotakis 62′ | (0 – 1) Rapport | 39′ Pavel Pogrebnjak 70′ Konstantin Zyrjanov 78′ Fatih Tekke | Volos Publik: 14 505 Domare: Nicolai Vollquartz (Danmark) | Volos Publik: 14 505 Domare: Nicolai Vollquartz (Danmark) |
| 16:30 UTC | 16:30 UTC       |                                               |                 |                                                              | Volos Publik: 14 505 Domare: Nicolai Vollquartz (Danmark) | Volos Publik: 14 505 Domare: Nicolai Vollquartz (Danmark) |
| 16:30 UTC | 16:30 UTC       |                                               |                 |                                                              | Volos Publik: 14 505 Domare: Nicolai Vollquartz (Danmark) | Volos Publik: 14 505 Domare: Nicolai Vollquartz (Danmark) |

|           | 8 november 2007 | Nürnberg | 0 – 2           | Everton                                     | Frankenstadion                                                     |                                                                    |
| 21:05 UTC | 21:05 UTC       |          | (0 – 0) Rapport | 83′ (str.) Mikel Arteta 88′ Victor Anichebe | Nürnberg Publik: 43 000 Domare: Alberto Undiano Mallenco (Spanien) | Nürnberg Publik: 43 000 Domare: Alberto Undiano Mallenco (Spanien) |
| 21:05 UTC | 21:05 UTC       |          |                 |                                             | Nürnberg Publik: 43 000 Domare: Alberto Undiano Mallenco (Spanien) | Nürnberg Publik: 43 000 Domare: Alberto Undiano Mallenco (Spanien) |
| 21:05 UTC | 21:05 UTC       |          |                 |                                             | Nürnberg Publik: 43 000 Domare: Alberto Undiano Mallenco (Spanien) | Nürnberg Publik: 43 000 Domare: Alberto Undiano Mallenco (Spanien) |

|           | 29 november 2007 | Zenit Sankt Petersburg                 | 2 – 2           | Nürnberg                              | Petrovskijstadion                                                 |                                                                   |
| 17:00 UTC | 17:00 UTC        | Pavel Pogrebnjak 76′ Aleksej Ionov 79′ | (0 – 1) Rapport | 25′ Angelos Charisteas 84′ Leon Benko | Sankt Petersburg Publik: 21 500 Domare: Pavel Královec (Tjeckien) | Sankt Petersburg Publik: 21 500 Domare: Pavel Královec (Tjeckien) |
| 17:00 UTC | 17:00 UTC        |                                        |                 |                                       | Sankt Petersburg Publik: 21 500 Domare: Pavel Královec (Tjeckien) | Sankt Petersburg Publik: 21 500 Domare: Pavel Královec (Tjeckien) |
| 17:00 UTC | 17:00 UTC        |                                        |                 |                                       | Sankt Petersburg Publik: 21 500 Domare: Pavel Královec (Tjeckien) | Sankt Petersburg Publik: 21 500 Domare: Pavel Královec (Tjeckien) |

|           | 29 november 2007 | AZ Alkmaar         | 1 – 0           | AE Larissa | DSB Stadion            |                        |
| 20:45 UTC | 20:45 UTC        | Moussa Dembélé 77′ | (0 – 0) Rapport |            | Alkmaar Publik: 16 800 | Alkmaar Publik: 16 800 |
| 20:45 UTC | 20:45 UTC        |                    |                 |            | Alkmaar Publik: 16 800 | Alkmaar Publik: 16 800 |
| 20:45 UTC | 20:45 UTC        |                    |                 |            | Alkmaar Publik: 16 800 | Alkmaar Publik: 16 800 |

|           | 5 december 2007 | Nürnberg              | 2 – 1           | AZ Alkmaar        | Frankenstadion                                               |                                                              |
| 20:45 UTC | 20:45 UTC       | Marek Mintál 83′, 85′ | (0 – 1) Rapport | 29′ Demy de Zeeuw | Nürnberg Publik: 35 020 Domare: Stefan Johannesson (Sverige) | Nürnberg Publik: 35 020 Domare: Stefan Johannesson (Sverige) |
| 20:45 UTC | 20:45 UTC       |                       |                 |                   | Nürnberg Publik: 35 020 Domare: Stefan Johannesson (Sverige) | Nürnberg Publik: 35 020 Domare: Stefan Johannesson (Sverige) |
| 20:45 UTC | 20:45 UTC       |                       |                 |                   | Nürnberg Publik: 35 020 Domare: Stefan Johannesson (Sverige) | Nürnberg Publik: 35 020 Domare: Stefan Johannesson (Sverige) |

|           | 5 december 2007 | Everton        | 1 – 0   | Zenit Sankt Petersburg | Goodison Park                                                |                                                              |
| 20:45 UTC | 20:45 UTC       | Tim Cahill 85′ | Rapport |                        | Liverpool Publik: 38 407 Domare: Kristinn Jakobsson (Island) | Liverpool Publik: 38 407 Domare: Kristinn Jakobsson (Island) |
| 20:45 UTC | 20:45 UTC       |                |         |                        | Liverpool Publik: 38 407 Domare: Kristinn Jakobsson (Island) | Liverpool Publik: 38 407 Domare: Kristinn Jakobsson (Island) |
| 20:45 UTC | 20:45 UTC       |                |         |                        | Liverpool Publik: 38 407 Domare: Kristinn Jakobsson (Island) | Liverpool Publik: 38 407 Domare: Kristinn Jakobsson (Island) |

|           | 20 december 2007 | AZ Alkmaar                         | 2 – 3   | Everton                                               | DSB Stadion                                            |                                                        |
| 20:45 UTC | 20:45 UTC        | Graziano Pellé 16′ Kew Jaliens 65′ | (1 – 2) | 2′ Andrew Johnson 43′ Phil Jagielka 79′ James Vaughan | Alkmaar Publik: 16 578 Domare: Selçuk Dereli (Turkiet) | Alkmaar Publik: 16 578 Domare: Selçuk Dereli (Turkiet) |
| 20:45 UTC | 20:45 UTC        |                                    |         |                                                       | Alkmaar Publik: 16 578 Domare: Selçuk Dereli (Turkiet) | Alkmaar Publik: 16 578 Domare: Selçuk Dereli (Turkiet) |
| 20:45 UTC | 20:45 UTC        |                                    |         |                                                       | Alkmaar Publik: 16 578 Domare: Selçuk Dereli (Turkiet) | Alkmaar Publik: 16 578 Domare: Selçuk Dereli (Turkiet) |

|           | 20 december 2007 | AE Larissa       | 1 – 3   | Nürnberg                                                 | Panthessaliko Stadium                             |                                                   |
| 20:45 UTC | 20:45 UTC        | Josef Kozlej 11′ | (1 – 1) | 45′ Ivan Sajenko 57′ Marek Mintál 73′ Angelos Charisteas | Volos Publik: 2 863 Domare: Sten Kaldma (Estland) | Volos Publik: 2 863 Domare: Sten Kaldma (Estland) |
| 20:45 UTC | 20:45 UTC        |                  |         |                                                          | Volos Publik: 2 863 Domare: Sten Kaldma (Estland) | Volos Publik: 2 863 Domare: Sten Kaldma (Estland) |
| 20:45 UTC | 20:45 UTC        |                  |         |                                                          | Volos Publik: 2 863 Domare: Sten Kaldma (Estland) | Volos Publik: 2 863 Domare: Sten Kaldma (Estland) |

### Grupp B
| Nr | Lag              | S | V | O | F | GM | IM | MS | P  |
| -- | ---------------- | - | - | - | - | -- | -- | -- | -- |
| 1  | Atlético Madrid  | 4 | 3 | 1 | 0 | 9  | 4  | +5 | 10 |
| 2  | Panathinaikos    | 4 | 3 | 0 | 1 | 7  | 2  | +5 | 9  |
| 3  | Aberdeen         | 4 | 1 | 1 | 2 | 5  | 6  | −1 | 4  |
| 4  | FC Köpenhamn     | 4 | 1 | 0 | 3 | 1  | 7  | −6 | 3  |
| 5  | Lokomotiv Moskva | 4 | 0 | 2 | 2 | 4  | 7  | −3 | 2  |

| Hemma \ Borta    | Skottland | Spanien | Danmark | Ryssland | Grekland |
| Aberdeen         | —         | —       | 4–0     | 1–1      | —        |
| Atlético Madrid  | 2–0       | —       | —       | —        | 2–1      |
| FC Köpenhamn     | —         | 0–2     | —       | —        | 0–1      |
| Lokomotiv Moskva | —         | 3–3     | 0–1     | —        | —        |
| Panathinaikos    | 3–0       | —       | —       | 2–0      | —        |

|           | 25 oktober 2007 | Panathinaikos                                                       | 3 – 0           | Aberdeen | Apostolos Nikolaidis-stadion                            |                                                         |
| 18:00 UTC | 18:00 UTC       | Yannis Goumas 11′ Dimitris Papadopoulus 73′ Dimitris Salpigidis 77′ | (1 – 0) Rapport |          | Aten Publik: 8 154 Domare: Thomas Einwaller (Österrike) | Aten Publik: 8 154 Domare: Thomas Einwaller (Österrike) |
| 18:00 UTC | 18:00 UTC       |                                                                     |                 |          | Aten Publik: 8 154 Domare: Thomas Einwaller (Österrike) | Aten Publik: 8 154 Domare: Thomas Einwaller (Österrike) |
| 18:00 UTC | 18:00 UTC       |                                                                     |                 |          | Aten Publik: 8 154 Domare: Thomas Einwaller (Österrike) | Aten Publik: 8 154 Domare: Thomas Einwaller (Österrike) |

|           | 25 oktober 2007 | Lokomotiv Moskva                                    | 3 – 3           | Atlético Madrid                         | Lokomotivstadion                                         |                                                          |
| 18:45 UTC | 18:45 UTC       | Dinijar Biljaletdinov 27′ Peter Odemwingie 60′, 63′ | (1 – 1) Rapport | 16′, 85′ Sergio Agüero 47′ Diego Forlán | Moskva Publik: 17 000 Domare: Mark Clattenburg (England) | Moskva Publik: 17 000 Domare: Mark Clattenburg (England) |
| 18:45 UTC | 18:45 UTC       |                                                     |                 |                                         | Moskva Publik: 17 000 Domare: Mark Clattenburg (England) | Moskva Publik: 17 000 Domare: Mark Clattenburg (England) |
| 18:45 UTC | 18:45 UTC       |                                                     |                 |                                         | Moskva Publik: 17 000 Domare: Mark Clattenburg (England) | Moskva Publik: 17 000 Domare: Mark Clattenburg (England) |

|           | 8 november 2007 | FC Köpenhamn | 0 – 1           | Panathinaikos   | Parken                                                       |                                                              |
| 20:15 UTC | 20:15 UTC       |              | (0 – 1) Rapport | 15′ Dame N'Doye | Köpenhamn Publik: 25 142 Domare: Vladimír Hriňák (Slovakien) | Köpenhamn Publik: 25 142 Domare: Vladimír Hriňák (Slovakien) |
| 20:15 UTC | 20:15 UTC       |              |                 |                 | Köpenhamn Publik: 25 142 Domare: Vladimír Hriňák (Slovakien) | Köpenhamn Publik: 25 142 Domare: Vladimír Hriňák (Slovakien) |
| 20:15 UTC | 20:15 UTC       |              |                 |                 | Köpenhamn Publik: 25 142 Domare: Vladimír Hriňák (Slovakien) | Köpenhamn Publik: 25 142 Domare: Vladimír Hriňák (Slovakien) |

|           | 8 november 2007 | Aberdeen              | 1 – 1           | Lokomotiv Moskva       | Pittodrie                                                |                                                          |
| 20:00 UTC | 20:00 UTC       | Alexander Diamond 27′ | (1 – 1) Rapport | 45′ Branislav Ivanović | Aberdeen Publik: 18 843 Domare: Florian Meyer (Tyskland) | Aberdeen Publik: 18 843 Domare: Florian Meyer (Tyskland) |
| 20:00 UTC | 20:00 UTC       |                       |                 |                        | Aberdeen Publik: 18 843 Domare: Florian Meyer (Tyskland) | Aberdeen Publik: 18 843 Domare: Florian Meyer (Tyskland) |
| 20:00 UTC | 20:00 UTC       |                       |                 |                        | Aberdeen Publik: 18 843 Domare: Florian Meyer (Tyskland) | Aberdeen Publik: 18 843 Domare: Florian Meyer (Tyskland) |

|           | 29 november 2007 | Lokomotiv Moskva | 0 – 1           | FC Köpenhamn                 | Lokomotivstadion                                           |                                                            |
| 18:30 UTC | 18:30 UTC        |                  | (0 – 0) Rapport | 62′ (str.) Morten Nordstrand | Moskva Publik: 11 000 Domare: Bernhard Brugger (Österrike) | Moskva Publik: 11 000 Domare: Bernhard Brugger (Österrike) |
| 18:30 UTC | 18:30 UTC        |                  |                 |                              | Moskva Publik: 11 000 Domare: Bernhard Brugger (Österrike) | Moskva Publik: 11 000 Domare: Bernhard Brugger (Österrike) |
| 18:30 UTC | 18:30 UTC        |                  |                 |                              | Moskva Publik: 11 000 Domare: Bernhard Brugger (Österrike) | Moskva Publik: 11 000 Domare: Bernhard Brugger (Österrike) |

|           | 29 november 2007 | Atlético Madrid                             | 2 – 0           | Aberdeen | Estadio Vicente Calderón                            |                                                     |
| 20:45 UTC | 20:45 UTC        | Diego Forlán 45′ Jamie Langfield 61′ (sjm.) | (1 – 0) Rapport |          | Madrid Publik: 30 000 Domare: Ivan Bebek (Kroatien) | Madrid Publik: 30 000 Domare: Ivan Bebek (Kroatien) |
| 20:45 UTC | 20:45 UTC        |                                             |                 |          | Madrid Publik: 30 000 Domare: Ivan Bebek (Kroatien) | Madrid Publik: 30 000 Domare: Ivan Bebek (Kroatien) |
| 20:45 UTC | 20:45 UTC        |                                             |                 |          | Madrid Publik: 30 000 Domare: Ivan Bebek (Kroatien) | Madrid Publik: 30 000 Domare: Ivan Bebek (Kroatien) |

|           | 5 december 2007 | FC Köpenhamn | 0 – 2   | Atlético Madrid                     | Parken                                                     |                                                            |
| 20:45 UTC | 20:45 UTC       |              | (0 – 1) | 21′ Simao Sabrosa 62′ Sergio Agüero | Köpenhamn Publik: 33 034 Domare: Paolo Dondarini (Italien) | Köpenhamn Publik: 33 034 Domare: Paolo Dondarini (Italien) |
| 20:45 UTC | 20:45 UTC       |              |         |                                     | Köpenhamn Publik: 33 034 Domare: Paolo Dondarini (Italien) | Köpenhamn Publik: 33 034 Domare: Paolo Dondarini (Italien) |
| 20:45 UTC | 20:45 UTC       |              |         |                                     | Köpenhamn Publik: 33 034 Domare: Paolo Dondarini (Italien) | Köpenhamn Publik: 33 034 Domare: Paolo Dondarini (Italien) |

|           | 5 december 2007 | Panathinaikos                | 2 – 0   | Lokomotiv Moskva | Apostolos Nikolaidis-stadion                           |                                                        |
| 20:45 UTC | 20:45 UTC       | Dimitris Salpigidis 70′, 74′ | (0 – 0) |                  | Aten Publik: 7 013 Domare: Claudio Circhetta (Schweiz) | Aten Publik: 7 013 Domare: Claudio Circhetta (Schweiz) |
| 20:45 UTC | 20:45 UTC       |                              |         |                  | Aten Publik: 7 013 Domare: Claudio Circhetta (Schweiz) | Aten Publik: 7 013 Domare: Claudio Circhetta (Schweiz) |
| 20:45 UTC | 20:45 UTC       |                              |         |                  | Aten Publik: 7 013 Domare: Claudio Circhetta (Schweiz) | Aten Publik: 7 013 Domare: Claudio Circhetta (Schweiz) |

|           | 20 december 2007 | Atlético Madrid                          | 2 – 1   | Panathinaikos           | Estadio Vicente Calderón                              |                                                       |
| 20:45 UTC | 20:45 UTC        | Luis García Sanz 74′ Simão Sabrosa 90+6′ | (0 – 1) | 34′ Dimitris Salpigidis | Madrid Publik: 14 000 Domare: Knut Kircher (Tyskland) | Madrid Publik: 14 000 Domare: Knut Kircher (Tyskland) |
| 20:45 UTC | 20:45 UTC        |                                          |         |                         | Madrid Publik: 14 000 Domare: Knut Kircher (Tyskland) | Madrid Publik: 14 000 Domare: Knut Kircher (Tyskland) |
| 20:45 UTC | 20:45 UTC        |                                          |         |                         | Madrid Publik: 14 000 Domare: Knut Kircher (Tyskland) | Madrid Publik: 14 000 Domare: Knut Kircher (Tyskland) |

|           | 20 december 2007 | Aberdeen                                                            | 4 – 0   | FC Köpenhamn | Pittodrie                                                                 |                                                                           |
| 20:45 UTC | 20:45 UTC        | Jamie Smith 47′, 55′ Mikael Antonsson 70′ (sjm.) Richard Foster 83′ | (0 – 0) |              | Aberdeen Publik: 20 446 Domare: Lucilio Cardoso Cortez Batista (Portugal) | Aberdeen Publik: 20 446 Domare: Lucilio Cardoso Cortez Batista (Portugal) |
| 20:45 UTC | 20:45 UTC        |                                                                     |         |              | Aberdeen Publik: 20 446 Domare: Lucilio Cardoso Cortez Batista (Portugal) | Aberdeen Publik: 20 446 Domare: Lucilio Cardoso Cortez Batista (Portugal) |
| 20:45 UTC | 20:45 UTC        |                                                                     |         |              | Aberdeen Publik: 20 446 Domare: Lucilio Cardoso Cortez Batista (Portugal) | Aberdeen Publik: 20 446 Domare: Lucilio Cardoso Cortez Batista (Portugal) |

### Grupp C
| Nr | Lag            | S | V | O | F | GM | IM | MS | P  |
| -- | -------------- | - | - | - | - | -- | -- | -- | -- |
| 1  | Villareal      | 4 | 3 | 1 | 0 | 7  | 3  | +4 | 10 |
| 2  | Fiorentina     | 4 | 2 | 2 | 0 | 10 | 4  | +6 | 8  |
| 3  | AEK Aten       | 4 | 1 | 2 | 1 | 4  | 4  | 0  | 5  |
| 4  | Mladá Boleslav | 4 | 1 | 0 | 3 | 5  | 7  | −2 | 3  |
| 5  | IF Elfsborg    | 4 | 0 | 1 | 3 | 3  | 12 | −9 | 1  |

| Hemma \ Borta  | Grekland | Italien | Sverige | Tjeckien | Spanien |
| AEK Aten       | —        | 1–1     | —       | —        | 1–2     |
| Fiorentina     | —        | —       | 6–1     | 2–1      | —       |
| IF Elfsborg    | 1–1      | —       | —       | 1–3      | —       |
| Mladá Boleslav | 0–1      | —       | —       | —        | 1–2     |
| Villareal      | —        | 1–1     | 2–0     | —        | —       |

|           | 25 oktober 2007 | IF Elfsborg        | 1 – 1           | AEK Aten             | Borås Arena                                         |                                                     |
| 20:00 UTC | 20:00 UTC       | Daniel Mobaeck 15′ | (1 – 0) Rapport | 49′ Charilaos Pappas | Borås Publik: 4 175 Domare: Peter Sippel (Tyskland) | Borås Publik: 4 175 Domare: Peter Sippel (Tyskland) |
| 20:00 UTC | 20:00 UTC       |                    |                 |                      | Borås Publik: 4 175 Domare: Peter Sippel (Tyskland) | Borås Publik: 4 175 Domare: Peter Sippel (Tyskland) |
| 20:00 UTC | 20:00 UTC       |                    |                 |                      | Borås Publik: 4 175 Domare: Peter Sippel (Tyskland) | Borås Publik: 4 175 Domare: Peter Sippel (Tyskland) |

|           | 25 oktober 2007 | Villarreal         | 1 – 1           | Fiorentina          | El Madrigal                                                   |                                                               |
| 20:45 UTC | 20:45 UTC       | Joan Capdevila 86′ | (0 – 0) Rapport | 49′ Christian Vieri | Villarreal Publik: 15 000 Domare: Stéphane Lannoy (Frankrike) | Villarreal Publik: 15 000 Domare: Stéphane Lannoy (Frankrike) |
| 20:45 UTC | 20:45 UTC       |                    |                 |                     | Villarreal Publik: 15 000 Domare: Stéphane Lannoy (Frankrike) | Villarreal Publik: 15 000 Domare: Stéphane Lannoy (Frankrike) |
| 20:45 UTC | 20:45 UTC       |                    |                 |                     | Villarreal Publik: 15 000 Domare: Stéphane Lannoy (Frankrike) | Villarreal Publik: 15 000 Domare: Stéphane Lannoy (Frankrike) |

|           | 8 november 2007 | Mladá Boleslav      | 1 – 2           | Villarreal                          | Městský stadion                                                |                                                                |
| 20:30 UTC | 20:30 UTC       | Alexandre Mendy 90′ | (1 – 0) Rapport | 33′ Nihat Kahveci 56′ Santi Cazorla | Mladá Boleslav Publik: 4 082 Domare: Damir Skomina (Slovenien) | Mladá Boleslav Publik: 4 082 Domare: Damir Skomina (Slovenien) |
| 20:30 UTC | 20:30 UTC       |                     |                 |                                     | Mladá Boleslav Publik: 4 082 Domare: Damir Skomina (Slovenien) | Mladá Boleslav Publik: 4 082 Domare: Damir Skomina (Slovenien) |
| 20:30 UTC | 20:30 UTC       |                     |                 |                                     | Mladá Boleslav Publik: 4 082 Domare: Damir Skomina (Slovenien) | Mladá Boleslav Publik: 4 082 Domare: Damir Skomina (Slovenien) |

|           | 8 november 2007 | Fiorentina                                                                                           | 6 – 1           | IF Elfsborg         | Stadio Artemio Franchi                                 |                                                        |
| 20:45 UTC | 20:45 UTC       | Martin Jørgensen 4′, 78′ Christian Vieri 5′ Marco Donadel 62′ Per Krøldrup 65′ Samuel Di Carmine 87′ | (2 – 1) Rapport | 41′ Stefan Ishizaki | Florens Publik: 18 732 Domare: Selçuk Dereli (Turkiet) | Florens Publik: 18 732 Domare: Selçuk Dereli (Turkiet) |
| 20:45 UTC | 20:45 UTC       | |                 |                     | Florens Publik: 18 732 Domare: Selçuk Dereli (Turkiet) | Florens Publik: 18 732 Domare: Selçuk Dereli (Turkiet) |
| 20:45 UTC | 20:45 UTC       | |                 |                     | Florens Publik: 18 732 Domare: Selçuk Dereli (Turkiet) | Florens Publik: 18 732 Domare: Selçuk Dereli (Turkiet) |

|           | 29 november 2007 | IF Elfsborg          | 1 – 3   | Mladá Boleslav                                        | Borås Arena                                     |                                                 |
| 18:15 UTC | 18:15 UTC        | Mathias Svensson 31′ | (1 – 0) | 67′ Ivo Táborský 79′ Alexandre Mendy 90′ Petr Voríšek | Borås Publik: 3 361 Domare: Alan Kelly (Irland) | Borås Publik: 3 361 Domare: Alan Kelly (Irland) |
| 18:15 UTC | 18:15 UTC        |                      |         |                                                       | Borås Publik: 3 361 Domare: Alan Kelly (Irland) | Borås Publik: 3 361 Domare: Alan Kelly (Irland) |
| 18:15 UTC | 18:15 UTC        |                      |         |                                                       | Borås Publik: 3 361 Domare: Alan Kelly (Irland) | Borås Publik: 3 361 Domare: Alan Kelly (Irland) |

|           | 29 november 2007 | AEK Aten                       | 1 – 1           | Fiorentina               | Olympiastadion                                        |                                                       |
| 20:00 UTC | 20:00 UTC        | Federico Balzaretti 34′ (sjm.) | (1 – 1) Rapport | 29′ Pablo Daniel Osvaldo | Aten Publik: 26 386 Domare: Craig Thomson (Skottland) | Aten Publik: 26 386 Domare: Craig Thomson (Skottland) |
| 20:00 UTC | 20:00 UTC        |                                |                 |                          | Aten Publik: 26 386 Domare: Craig Thomson (Skottland) | Aten Publik: 26 386 Domare: Craig Thomson (Skottland) |
| 20:00 UTC | 20:00 UTC        |                                |                 |                          | Aten Publik: 26 386 Domare: Craig Thomson (Skottland) | Aten Publik: 26 386 Domare: Craig Thomson (Skottland) |

|           | 5 december 2007 | Mladá Boleslav | 0 – 1   | AEK Aten             | Městský stadion                                              |                                                              |
| 20:45 UTC | 20:45 UTC       |                | (0 – 0) | 46′ Tamandani Nsaliw | Mladá Boleslav Publik: 4 670 Domare: Johan Verbist (Belgien) | Mladá Boleslav Publik: 4 670 Domare: Johan Verbist (Belgien) |
| 20:45 UTC | 20:45 UTC       |                |         |                      | Mladá Boleslav Publik: 4 670 Domare: Johan Verbist (Belgien) | Mladá Boleslav Publik: 4 670 Domare: Johan Verbist (Belgien) |
| 20:45 UTC | 20:45 UTC       |                |         |                      | Mladá Boleslav Publik: 4 670 Domare: Johan Verbist (Belgien) | Mladá Boleslav Publik: 4 670 Domare: Johan Verbist (Belgien) |

|           | 5 december 2007 | Villarreal                | 2 – 0   | IF Elfsborg | El Madrigal                                                     |                                                                 |
| 20:45 UTC | 20:45 UTC       | Jon Dahl Tomasson 2′, 51′ | (1 – 0) |             | Villareal Publik: 10 000 Domare: Alexandru Dan Tudor (Rumänien) | Villareal Publik: 10 000 Domare: Alexandru Dan Tudor (Rumänien) |
| 20:45 UTC | 20:45 UTC       |                           |         |             | Villareal Publik: 10 000 Domare: Alexandru Dan Tudor (Rumänien) | Villareal Publik: 10 000 Domare: Alexandru Dan Tudor (Rumänien) |
| 20:45 UTC | 20:45 UTC       |                           |         |             | Villareal Publik: 10 000 Domare: Alexandru Dan Tudor (Rumänien) | Villareal Publik: 10 000 Domare: Alexandru Dan Tudor (Rumänien) |

|           | 20 december 2007 | AEK Aten    | 1 – 2   | Villarreal                                   | Olympiastadion                                        |                                                       |
| 20:45 UTC | 20:45 UTC        | Rivaldo 68′ | (0 – 1) | 40′ Rio Antonio Mavuba 69′ Jon Dahl Tomasson | Aten Publik: 16 380 Domare: Gerald Lehner (Österrike) | Aten Publik: 16 380 Domare: Gerald Lehner (Österrike) |
| 20:45 UTC | 20:45 UTC        |             |         |                                              | Aten Publik: 16 380 Domare: Gerald Lehner (Österrike) | Aten Publik: 16 380 Domare: Gerald Lehner (Österrike) |
| 20:45 UTC | 20:45 UTC        |             |         |                                              | Aten Publik: 16 380 Domare: Gerald Lehner (Österrike) | Aten Publik: 16 380 Domare: Gerald Lehner (Österrike) |

|           | 20 december 2007 | Fiorentina                                 | 2 – 1   | Mladá Boleslav  | Stadio Artemio Franchi                                                  |                                                                         |
| 20:45 UTC | 20:45 UTC        | Adrian Mutu 44′ (str.) Christian Vieri 67′ | (1 – 0) | 60′ Jan Rajnoch | Florens Publik: 11 140 Domare: Joao Francisco Lopes Ferreira (Portugal) | Florens Publik: 11 140 Domare: Joao Francisco Lopes Ferreira (Portugal) |
| 20:45 UTC | 20:45 UTC        |                                            |         |                 | Florens Publik: 11 140 Domare: Joao Francisco Lopes Ferreira (Portugal) | Florens Publik: 11 140 Domare: Joao Francisco Lopes Ferreira (Portugal) |
| 20:45 UTC | 20:45 UTC        |                                            |         |                 | Florens Publik: 11 140 Domare: Joao Francisco Lopes Ferreira (Portugal) | Florens Publik: 11 140 Domare: Joao Francisco Lopes Ferreira (Portugal) |

### Grupp D
| Nr | Lag           | S | V | O | F | GM | IM | MS | P  |
| -- | ------------- | - | - | - | - | -- | -- | -- | -- |
| 1  | Hamburg       | 4 | 3 | 1 | 0 | 7  | 1  | +6 | 10 |
| 2  | Basel         | 4 | 2 | 2 | 0 | 3  | 1  | +2 | 8  |
| 3  | SK Brann      | 4 | 1 | 1 | 2 | 3  | 4  | −1 | 4  |
| 4  | Dinamo Zagreb | 4 | 0 | 2 | 2 | 2  | 5  | −3 | 2  |
| 5  | Rennes        | 4 | 0 | 2 | 2 | 2  | 6  | −4 | 2  |

| Hemma \ Borta | Schweiz | Kroatien | Tyskland | Frankrike | Norge |
| Basel         | —       | —        | —        | 1–0       | 1–0   |
| Dinamo Zagreb | 0–0     | —        | 0–2      | —         | —     |
| Hamburg       | 1–1     | —        | —        | 3–0       | —     |
| Rennes        | —       | 1–1      | —        | —         | 1–1   |
| SK Brann      | —       | 2–1      | 0–1      | —         | —     |

|           | 25 oktober 2007 | SK Brann | 0 – 1           | Hamburg             | Brann Stadion                                                |                                                              |
| 19:00 UTC | 19:00 UTC       |          | (0 – 0) Rapport | 62′ Vincent Kompany | Bergen Publik: 13 029 Domare: Georgios Kasnaferis (Grekland) | Bergen Publik: 13 029 Domare: Georgios Kasnaferis (Grekland) |
| 19:00 UTC | 19:00 UTC       |          |                 |                     | Bergen Publik: 13 029 Domare: Georgios Kasnaferis (Grekland) | Bergen Publik: 13 029 Domare: Georgios Kasnaferis (Grekland) |
| 19:00 UTC | 19:00 UTC       |          |                 |                     | Bergen Publik: 13 029 Domare: Georgios Kasnaferis (Grekland) | Bergen Publik: 13 029 Domare: Georgios Kasnaferis (Grekland) |

|           | 25 oktober 2007 | Basel              | 1 – 0           | Rennes | St. Jakob-Park                                        |                                                       |
| 20:45 UTC | 20:45 UTC       | Marco Streller 55′ | (0 – 0) Rapport |        | Basel Publik: 11 407 Domare: Nicola Rizzoli (Italien) | Basel Publik: 11 407 Domare: Nicola Rizzoli (Italien) |
| 20:45 UTC | 20:45 UTC       |                    |                 |        | Basel Publik: 11 407 Domare: Nicola Rizzoli (Italien) | Basel Publik: 11 407 Domare: Nicola Rizzoli (Italien) |
| 20:45 UTC | 20:45 UTC       |                    |                 |        | Basel Publik: 11 407 Domare: Nicola Rizzoli (Italien) | Basel Publik: 11 407 Domare: Nicola Rizzoli (Italien) |

|           | 8 november 2007 | Rennes                   | 1 – 1   | SK Brann         | Stade de la Route de Lorient                            |                                                         |
| 19:00 UTC | 19:00 UTC       | Bruno Cheyrou 88′ (str.) | (0 – 1) | 24′ Azar Karadaş | Rennes Publik: 11 291 Domare: Gerald Lehner (Österrike) | Rennes Publik: 11 291 Domare: Gerald Lehner (Österrike) |
| 19:00 UTC | 19:00 UTC       |                          |         |                  | Rennes Publik: 11 291 Domare: Gerald Lehner (Österrike) | Rennes Publik: 11 291 Domare: Gerald Lehner (Österrike) |
| 19:00 UTC | 19:00 UTC       |                          |         |                  | Rennes Publik: 11 291 Domare: Gerald Lehner (Österrike) | Rennes Publik: 11 291 Domare: Gerald Lehner (Österrike) |

|           | 8 november 2007 | Dinamo Zagreb | 0 – 0 | Basel | Maksimirstadion                                        |                                                        |
| 20:15 UTC | 20:15 UTC       |               |       |       | Zagreb Publik: 28 000 Domare: Serge Gumienny (Belgien) | Zagreb Publik: 28 000 Domare: Serge Gumienny (Belgien) |
| 20:15 UTC | 20:15 UTC       |               |       |       | Zagreb Publik: 28 000 Domare: Serge Gumienny (Belgien) | Zagreb Publik: 28 000 Domare: Serge Gumienny (Belgien) |
| 20:15 UTC | 20:15 UTC       |               |       |       | Zagreb Publik: 28 000 Domare: Serge Gumienny (Belgien) | Zagreb Publik: 28 000 Domare: Serge Gumienny (Belgien) |

|           | 29 november 2007 | Hamburg                                                                | 3 – 0           | Rennes | HSN Nordbank Arena                                        |                                                           |
| 19:00 UTC | 19:00 UTC        | Rafael van der Vaart 30′ Eric-Maxim Choup-Moting 84′ Mohamed Zidan 90′ | (1 – 0) Rapport |        | Hamburg Publik: 36 472 Domare: Mark Clattenburg (England) | Hamburg Publik: 36 472 Domare: Mark Clattenburg (England) |
| 19:00 UTC | 19:00 UTC        |                                                                        |                 |        | Hamburg Publik: 36 472 Domare: Mark Clattenburg (England) | Hamburg Publik: 36 472 Domare: Mark Clattenburg (England) |
| 19:00 UTC | 19:00 UTC        |                                                                        |                 |        | Hamburg Publik: 36 472 Domare: Mark Clattenburg (England) | Hamburg Publik: 36 472 Domare: Mark Clattenburg (England) |

|           | 29 november 2007 | SK Brann                             | 2 – 1   | Dinamo Zagreb        | Brann Stadion                                                |                                                              |
| 20:15 UTC | 20:15 UTC        | Bjarnason 45′ (str.) Eirik Bakke 72′ | (1 – 0) | 49′ Ognjen Vukojević | Bergen Publik: 9 962 Domare: Pavel Cristian Balaj (Rumänien) | Bergen Publik: 9 962 Domare: Pavel Cristian Balaj (Rumänien) |
| 20:15 UTC | 20:15 UTC        |                                      |         |                      | Bergen Publik: 9 962 Domare: Pavel Cristian Balaj (Rumänien) | Bergen Publik: 9 962 Domare: Pavel Cristian Balaj (Rumänien) |
| 20:15 UTC | 20:15 UTC        |                                      |         |                      | Bergen Publik: 9 962 Domare: Pavel Cristian Balaj (Rumänien) | Bergen Publik: 9 962 Domare: Pavel Cristian Balaj (Rumänien) |

|           | 5 december 2007 | Dinamo Zagreb | 0 – 2           | Hamburg                                         | Maksimirstadion                                            |                                                            |
| 20:45 UTC | 20:45 UTC       |               | (0 – 0) Rapport | 88′ Nigel de Jong 90+3′ (str.) Piotr Trochowski | Zagreb Publik: 27 000 Domare: Douglas McDonald (Skottland) | Zagreb Publik: 27 000 Domare: Douglas McDonald (Skottland) |
| 20:45 UTC | 20:45 UTC       |               |                 |                                                 | Zagreb Publik: 27 000 Domare: Douglas McDonald (Skottland) | Zagreb Publik: 27 000 Domare: Douglas McDonald (Skottland) |
| 20:45 UTC | 20:45 UTC       |               |                 |                                                 | Zagreb Publik: 27 000 Domare: Douglas McDonald (Skottland) | Zagreb Publik: 27 000 Domare: Douglas McDonald (Skottland) |

|           | 5 december 2007 | Basel                           | 1 – 0           | SK Brann | St. Jakob-Park                                      |                                                     |
| 20:45 UTC | 20:45 UTC       | Carlos Alberto Alves Garcia 40′ | (1 – 0) Rapport |          | Basel Publik: 13 731 Domare: Igor Egorov (Ryssland) | Basel Publik: 13 731 Domare: Igor Egorov (Ryssland) |
| 20:45 UTC | 20:45 UTC       |                                 |                 |          | Basel Publik: 13 731 Domare: Igor Egorov (Ryssland) | Basel Publik: 13 731 Domare: Igor Egorov (Ryssland) |
| 20:45 UTC | 20:45 UTC       |                                 |                 |          | Basel Publik: 13 731 Domare: Igor Egorov (Ryssland) | Basel Publik: 13 731 Domare: Igor Egorov (Ryssland) |

|           | 20 december 2007 | Hamburg        | 1 – 1           | Basel          | HSN Nordbank Arena                                          |                                                             |
| 20:45 UTC | 20:45 UTC        | Ivica Olić 73′ | (0 – 0) Rapport | 58′ Ivan Ergić | Hamburg Publik: 48 917 Domare: Nicolai Vollquartz (Danmark) | Hamburg Publik: 48 917 Domare: Nicolai Vollquartz (Danmark) |
| 20:45 UTC | 20:45 UTC        |                |                 |                | Hamburg Publik: 48 917 Domare: Nicolai Vollquartz (Danmark) | Hamburg Publik: 48 917 Domare: Nicolai Vollquartz (Danmark) |
| 20:45 UTC | 20:45 UTC        |                |                 |                | Hamburg Publik: 48 917 Domare: Nicolai Vollquartz (Danmark) | Hamburg Publik: 48 917 Domare: Nicolai Vollquartz (Danmark) |

|           | 20 december 2007 | Rennes            | 1 – 1           | Dinamo Zagreb        | Stade de la Route de Lorient                             |                                                          |
| 20:45 UTC | 20:45 UTC        | Stéphane Mbia 88′ | (0 – 0) Rapport | 57′ Ognjen Vukojević | Rennes Publik: 11 846 Domare: Mark Courtney (Nordirland) | Rennes Publik: 11 846 Domare: Mark Courtney (Nordirland) |
| 20:45 UTC | 20:45 UTC        |                   |                 |                      | Rennes Publik: 11 846 Domare: Mark Courtney (Nordirland) | Rennes Publik: 11 846 Domare: Mark Courtney (Nordirland) |
| 20:45 UTC | 20:45 UTC        |                   |                 |                      | Rennes Publik: 11 846 Domare: Mark Courtney (Nordirland) | Rennes Publik: 11 846 Domare: Mark Courtney (Nordirland) |

### Grupp E
| Nr | Lag              | S | V | O | F | GM | IM | MS | P |
| -- | ---------------- | - | - | - | - | -- | -- | -- | - |
| 1  | Bayer Leverkusen | 4 | 3 | 0 | 1 | 8  | 2  | +6 | 9 |
| 2  | Spartak Moskva   | 4 | 2 | 1 | 1 | 4  | 3  | +1 | 7 |
| 3  | Zürich           | 4 | 2 | 0 | 2 | 4  | 7  | −3 | 6 |
| 4  | Sparta Prag      | 4 | 1 | 1 | 2 | 4  | 5  | −1 | 4 |
| 5  | Toulouse         | 4 | 1 | 0 | 3 | 4  | 7  | −3 | 3 |

| Hemma \ Borta    | Tyskland | Tjeckien | Ryssland | Frankrike | Schweiz |
| Bayer Leverkusen | —        | 1–0      | —        | 1–0       | —       |
| Sparta Prag      | —        | —        | 0–0      | —         | 1–2     |
| Spartak Moskva   | 2–1      | —        | —        | —         | 1–0     |
| Toulouse         | —        | 2–3      | 2–1      | —         | —       |
| Zürich           | 0–5      | —        | —        | 2–0       | —       |

|           | 25 oktober 2007 | Sparta Prag           | 1 – 2           | Zürich                                 | AXA Arena                                            |                                                      |
| 18:45 UTC | 18:45 UTC       | Miroslav Slepička 24′ | (1 – 1) Rapport | 38′ Oumar Kondé 62′ Alexandre Alphonse | Prag Publik: 6 007 Domare: Stuart Dougal (Skottland) | Prag Publik: 6 007 Domare: Stuart Dougal (Skottland) |
| 18:45 UTC | 18:45 UTC       |                       |                 |                                        | Prag Publik: 6 007 Domare: Stuart Dougal (Skottland) | Prag Publik: 6 007 Domare: Stuart Dougal (Skottland) |
| 18:45 UTC | 18:45 UTC       |                       |                 |                                        | Prag Publik: 6 007 Domare: Stuart Dougal (Skottland) | Prag Publik: 6 007 Domare: Stuart Dougal (Skottland) |

|           | 25 oktober 2007 | Bayer Leverkusen     | 1 – 0           | Toulouse | Bayarena                                                   |                                                            |
| 19:00 UTC | 19:00 UTC       | Stefan Kiessling 35′ | (1 – 0) Rapport |          | Leverkusen Publik: 15 267 Domare: Jonas Eriksson (Sverige) | Leverkusen Publik: 15 267 Domare: Jonas Eriksson (Sverige) |
| 19:00 UTC | 19:00 UTC       |                      |                 |          | Leverkusen Publik: 15 267 Domare: Jonas Eriksson (Sverige) | Leverkusen Publik: 15 267 Domare: Jonas Eriksson (Sverige) |
| 19:00 UTC | 19:00 UTC       |                      |                 |          | Leverkusen Publik: 15 267 Domare: Jonas Eriksson (Sverige) | Leverkusen Publik: 15 267 Domare: Jonas Eriksson (Sverige) |

|           | 8 november 2007 | Spartak Moskva                                                        | 2 – 1           | Bayer Leverkusen | Luzjnikistadion                                           |                                                           |
| 17:00 UTC | 17:00 UTC       | Roman Pavljutjenko 63′ (str.) Mozart Santos Batista Júnior 77′ (str.) | (0 – 0) Rapport | 90′ Paul Freier  | Moskva Publik: 23 000 Domare: Kristinn Jakobsson (Island) | Moskva Publik: 23 000 Domare: Kristinn Jakobsson (Island) |
| 17:00 UTC | 17:00 UTC       |                                                                       |                 |                  | Moskva Publik: 23 000 Domare: Kristinn Jakobsson (Island) | Moskva Publik: 23 000 Domare: Kristinn Jakobsson (Island) |
| 17:00 UTC | 17:00 UTC       |                                                                       |                 |                  | Moskva Publik: 23 000 Domare: Kristinn Jakobsson (Island) | Moskva Publik: 23 000 Domare: Kristinn Jakobsson (Island) |

|           | 8 november 2007 | Toulouse                            | 2 – 3           | Sparta Prag                          | Stade de Toulouse                                                    |                                                                      |
| 20:30 UTC | 20:30 UTC       | Johan Elmander 14′ Fodé Mansaré 80′ | (1 – 0) Rapport | 68′ Libor Došek 69′, 88′ Karol Kisel | Toulouse Publik: 15 572 Domare: Eduardo Iturralde González (Spanien) | Toulouse Publik: 15 572 Domare: Eduardo Iturralde González (Spanien) |
| 20:30 UTC | 20:30 UTC       |                                     |                 |                                      | Toulouse Publik: 15 572 Domare: Eduardo Iturralde González (Spanien) | Toulouse Publik: 15 572 Domare: Eduardo Iturralde González (Spanien) |
| 20:30 UTC | 20:30 UTC       |                                     |                 |                                      | Toulouse Publik: 15 572 Domare: Eduardo Iturralde González (Spanien) | Toulouse Publik: 15 572 Domare: Eduardo Iturralde González (Spanien) |

|           | 29 november 2007 | Sparta Prag | 0 – 0   | Spartak Moskva | AXA Arena                                        |                                                  |
| 18:30 UTC | 18:30 UTC        |             | Rapport |                | Prag Publik: 6 307 Domare: Ceri Richards (Wales) | Prag Publik: 6 307 Domare: Ceri Richards (Wales) |
| 18:30 UTC | 18:30 UTC        |             |         |                | Prag Publik: 6 307 Domare: Ceri Richards (Wales) | Prag Publik: 6 307 Domare: Ceri Richards (Wales) |
| 18:30 UTC | 18:30 UTC        |             |         |                | Prag Publik: 6 307 Domare: Ceri Richards (Wales) | Prag Publik: 6 307 Domare: Ceri Richards (Wales) |

|           | 29 november 2007 | Zürich                                        | 2 – 0           | Toulouse | Letzigrund                                                   |                                                              |
| 20:15 UTC | 20:15 UTC        | Hannu Tihinen 42′ Rafael de Araújo 69′ (str.) | (1 – 0) Rapport |          | Zürich Publik: 10 600 Domare: Georgios Kasnaferis (Grekland) | Zürich Publik: 10 600 Domare: Georgios Kasnaferis (Grekland) |
| 20:15 UTC | 20:15 UTC        |                                               |                 |          | Zürich Publik: 10 600 Domare: Georgios Kasnaferis (Grekland) | Zürich Publik: 10 600 Domare: Georgios Kasnaferis (Grekland) |
| 20:15 UTC | 20:15 UTC        |                                               |                 |          | Zürich Publik: 10 600 Domare: Georgios Kasnaferis (Grekland) | Zürich Publik: 10 600 Domare: Georgios Kasnaferis (Grekland) |

|           | 6 december 2007 | Spartak Moskva  | 1 – 0           | Zürich | Luzjnikistadion                                        |                                                        |
| 18:15 UTC | 18:15 UTC       | Jegor Titov 57′ | (0 – 0) Rapport |        | Moskva Publik: 20 000 Domare: Edo Trivković (Kroatien) | Moskva Publik: 20 000 Domare: Edo Trivković (Kroatien) |
| 18:15 UTC | 18:15 UTC       |                 |                 |        | Moskva Publik: 20 000 Domare: Edo Trivković (Kroatien) | Moskva Publik: 20 000 Domare: Edo Trivković (Kroatien) |
| 18:15 UTC | 18:15 UTC       |                 |                 |        | Moskva Publik: 20 000 Domare: Edo Trivković (Kroatien) | Moskva Publik: 20 000 Domare: Edo Trivković (Kroatien) |

|           | 6 december 2007 | Bayer Leverkusen     | 1 – 0           | Sparta Prag | Bayarena                                                    |                                                             |
| 18:15 UTC | 18:15 UTC       | Manuel Friedrich 71′ | (0 – 0) Rapport |             | Leverkusen Publik: 17 771 Domare: Martin Atkinson (England) | Leverkusen Publik: 17 771 Domare: Martin Atkinson (England) |
| 18:15 UTC | 18:15 UTC       |                      |                 |             | Leverkusen Publik: 17 771 Domare: Martin Atkinson (England) | Leverkusen Publik: 17 771 Domare: Martin Atkinson (England) |
| 18:15 UTC | 18:15 UTC       |                      |                 |             | Leverkusen Publik: 17 771 Domare: Martin Atkinson (England) | Leverkusen Publik: 17 771 Domare: Martin Atkinson (England) |

|           | 19 december 2007 | Zürich | 0 – 5           | Bayer Leverkusen                                                                           | Letzigrundstadion                                                 |                                                                   |
| 20:45 UTC | 20:45 UTC        |        | (0 – 2) Rapport | 19′ Vratislav Greško 23′, 57′ Dmitrij Bulykin 50′ Tranquillo Barnetta 80′ Stefan Kiessling | Zürich Publik: 20 100 Domare: Julian Rodriguez Santiago (Spanien) | Zürich Publik: 20 100 Domare: Julian Rodriguez Santiago (Spanien) |
| 20:45 UTC | 20:45 UTC        |        |                 |                                                                                            | Zürich Publik: 20 100 Domare: Julian Rodriguez Santiago (Spanien) | Zürich Publik: 20 100 Domare: Julian Rodriguez Santiago (Spanien) |
| 20:45 UTC | 20:45 UTC        |        |                 |                                                                                            | Zürich Publik: 20 100 Domare: Julian Rodriguez Santiago (Spanien) | Zürich Publik: 20 100 Domare: Julian Rodriguez Santiago (Spanien) |

|           | 6 december 2007 | Toulouse                    | 2 – 1           | Spartak Moskva           | Stadium Municipal                                      |                                                        |
| 18:15 UTC | 18:15 UTC       | Francileudo Santos 41′, 53′ | (1 – 0) Rapport | 61′ (str.) Artiom Dziuba | Toulouse Publik: 14 608 Domare: Espen Berntsen (Norge) | Toulouse Publik: 14 608 Domare: Espen Berntsen (Norge) |
| 18:15 UTC | 18:15 UTC       |                             |                 |                          | Toulouse Publik: 14 608 Domare: Espen Berntsen (Norge) | Toulouse Publik: 14 608 Domare: Espen Berntsen (Norge) |
| 18:15 UTC | 18:15 UTC       |                             |                 |                          | Toulouse Publik: 14 608 Domare: Espen Berntsen (Norge) | Toulouse Publik: 14 608 Domare: Espen Berntsen (Norge) |

### Grupp F
| Nr | Lag               | S | V | O | F | GM | IM | MS | P |
| -- | ----------------- | - | - | - | - | -- | -- | -- | - |
| 1  | Bayern München    | 4 | 2 | 2 | 0 | 12 | 5  | +7 | 8 |
| 2  | Braga             | 4 | 1 | 3 | 0 | 5  | 3  | +2 | 6 |
| 3  | Bolton Wanderers  | 4 | 1 | 3 | 0 | 5  | 4  | +1 | 6 |
| 4  | Aris Thessaloníki | 4 | 1 | 2 | 1 | 5  | 8  | −3 | 5 |
| 5  | Röda stjärnan     | 4 | 0 | 0 | 4 | 2  | 9  | −7 | 0 |

| Hemma \ Borta     | Grekland | Portugal | Tyskland | England | Serbien |
| Aris Thessaloníki | —        | 1–1      | —        | —       | 3–0     |
| Braga             | —        | —        | 1–1      | —       | 2–0     |
| Bayern München    | 6–0      | —        | —        | 2–2     | —       |
| Bolton Wanderers  | 1–1      | 1–1      | —        | —       | —       |
| Röda stjärnan     | —        | —        | 2–3      | 0–1     | —       |

|           | 25 oktober 2007 | Bolton Wanderers   | 1 – 1           | Braga                        | Reebok Stadium                                           |                                                          |
| 21:00 UTC | 21:00 UTC       | El-Hadji Diouf 66′ | (0 – 0) Rapport | 87′ Jaílson Alves dos Santos | Horwich Publik: 10 848 Domare: Darko Caferin (Slovenien) | Horwich Publik: 10 848 Domare: Darko Caferin (Slovenien) |
| 21:00 UTC | 21:00 UTC       |                    |                 |                              | Horwich Publik: 10 848 Domare: Darko Caferin (Slovenien) | Horwich Publik: 10 848 Domare: Darko Caferin (Slovenien) |
| 21:00 UTC | 21:00 UTC       |                    |                 |                              | Horwich Publik: 10 848 Domare: Darko Caferin (Slovenien) | Horwich Publik: 10 848 Domare: Darko Caferin (Slovenien) |

|           | 25 oktober 2007 | Röda stjärnan                        | 2 – 3           | Bayern München                           | Stadion Crvena Zvezda                                            |                                                                  |
| 21:15 UTC | 21:15 UTC       | Ognjen Koroman 16′ Nenad Milijaš 74′ | (1 – 1) Rapport | 20′, 85′ Miroslav Klose 90+4′ Toni Kroos | Belgrad Publik: 41 000 Domare: Matteo Simone Trefoloni (Italien) | Belgrad Publik: 41 000 Domare: Matteo Simone Trefoloni (Italien) |
| 21:15 UTC | 21:15 UTC       |                                      |                 |                                          | Belgrad Publik: 41 000 Domare: Matteo Simone Trefoloni (Italien) | Belgrad Publik: 41 000 Domare: Matteo Simone Trefoloni (Italien) |
| 21:15 UTC | 21:15 UTC       |                                      |                 |                                          | Belgrad Publik: 41 000 Domare: Matteo Simone Trefoloni (Italien) | Belgrad Publik: 41 000 Domare: Matteo Simone Trefoloni (Italien) |

|           | 8 november 2007 | Bayern München    | 2 – 2           | Bolton Wanderers                    | Allianz Arena                                           |                                                         |
| 19:00 UTC | 19:00 UTC       | Podolski 30′, 49′ | (1 – 1) Rapport | 8′ Ricardo Gardner 82′ Kevin Davies | München Publik: 66 000 Domare: Jaroslav Jára (Tjeckien) | München Publik: 66 000 Domare: Jaroslav Jára (Tjeckien) |
| 19:00 UTC | 19:00 UTC       |                   |                 |                                     | München Publik: 66 000 Domare: Jaroslav Jára (Tjeckien) | München Publik: 66 000 Domare: Jaroslav Jára (Tjeckien) |
| 19:00 UTC | 19:00 UTC       |                   |                 |                                     | München Publik: 66 000 Domare: Jaroslav Jára (Tjeckien) | München Publik: 66 000 Domare: Jaroslav Jára (Tjeckien) |

|           | 8 november 2007 | Aris Thessaloníki                                         | 3 – 0           | Röda stjärnan | Kleanthis Vikelidis-stadion                                  |                                                              |
| 20:45 UTC | 20:45 UTC       | Athanasios Papazoglou 76′, 89′ Sergio Contreras Pardo 90′ | (0 – 0) Rapport |               | Thessaloniki Domare: Nikolaj Vladimirovitj Ivanov (Ryssland) | Thessaloniki Domare: Nikolaj Vladimirovitj Ivanov (Ryssland) |
| 20:45 UTC | 20:45 UTC       |                                                           |                 |               | Thessaloniki Domare: Nikolaj Vladimirovitj Ivanov (Ryssland) | Thessaloniki Domare: Nikolaj Vladimirovitj Ivanov (Ryssland) |
| 20:45 UTC | 20:45 UTC       |                                                           |                 |               | Thessaloniki Domare: Nikolaj Vladimirovitj Ivanov (Ryssland) | Thessaloniki Domare: Nikolaj Vladimirovitj Ivanov (Ryssland) |

|           | 29 november 2007 | Braga           | 1 – 1           | Bayern München     | Estádio Municipal de Braga                            |                                                       |
| 21:00 UTC | 21:00 UTC        | Roland Linz 66′ | (0 – 0) Rapport | 47′ Miroslav Klose | Braga Publik: 12 000 Domare: Jonas Eriksson (Sverige) | Braga Publik: 12 000 Domare: Jonas Eriksson (Sverige) |
| 21:00 UTC | 21:00 UTC        |                 |                 |                    | Braga Publik: 12 000 Domare: Jonas Eriksson (Sverige) | Braga Publik: 12 000 Domare: Jonas Eriksson (Sverige) |
| 21:00 UTC | 21:00 UTC        |                 |                 |                    | Braga Publik: 12 000 Domare: Jonas Eriksson (Sverige) | Braga Publik: 12 000 Domare: Jonas Eriksson (Sverige) |

|           | 29 november 2007 | Bolton Wanderers             | 1 – 1           | Aris Thessaloníki         | Reebok Stadium                                                      |                                                                     |
| 21:00 UTC | 21:00 UTC        | Stelios Giannakopoulos 90+2′ | (0 – 1) Rapport | 44′ Antonio Calvo Arandes | Horwich Publik: 10 229 Domare: Eduardo Iturralde González (Spanien) | Horwich Publik: 10 229 Domare: Eduardo Iturralde González (Spanien) |
| 21:00 UTC | 21:00 UTC        |                              |                 |                           | Horwich Publik: 10 229 Domare: Eduardo Iturralde González (Spanien) | Horwich Publik: 10 229 Domare: Eduardo Iturralde González (Spanien) |
| 21:00 UTC | 21:00 UTC        |                              |                 |                           | Horwich Publik: 10 229 Domare: Eduardo Iturralde González (Spanien) | Horwich Publik: 10 229 Domare: Eduardo Iturralde González (Spanien) |

|           | 6 december 2007 | Aris Thessaloníki  | 1 – 1           | Braga          | Kleanthis Vikelidis-stadion                              |                                                          |
| 20:45 UTC | 20:45 UTC       | Ronaldo Guiaro 26′ | (1 – 1) Rapport | 6′ Roland Linz | Thessaloniki Publik: 14 000 Domare: Robert Małek (Polen) | Thessaloniki Publik: 14 000 Domare: Robert Małek (Polen) |
| 20:45 UTC | 20:45 UTC       |                    |                 |                | Thessaloniki Publik: 14 000 Domare: Robert Małek (Polen) | Thessaloniki Publik: 14 000 Domare: Robert Małek (Polen) |
| 20:45 UTC | 20:45 UTC       |                    |                 |                | Thessaloniki Publik: 14 000 Domare: Robert Małek (Polen) | Thessaloniki Publik: 14 000 Domare: Robert Małek (Polen) |

|           | 6 december 2007 | Röda stjärnan | 0 – 1           | Bolton Wanderers | Stadion Crvena Zvezda                                  |                                                        |
| 20:45 UTC | 20:45 UTC       |               | (0 – 1) Rapport | 45′ Gavin McCann | Belgrad Publik: 45 000 Domare: Paul Allaerts (Belgien) | Belgrad Publik: 45 000 Domare: Paul Allaerts (Belgien) |
| 20:45 UTC | 20:45 UTC       |               |                 |                  | Belgrad Publik: 45 000 Domare: Paul Allaerts (Belgien) | Belgrad Publik: 45 000 Domare: Paul Allaerts (Belgien) |
| 20:45 UTC | 20:45 UTC       |               |                 |                  | Belgrad Publik: 45 000 Domare: Paul Allaerts (Belgien) | Belgrad Publik: 45 000 Domare: Paul Allaerts (Belgien) |

|           | 19 december 2007 | Braga                                        | 2 – 0           | Röda stjärnan | Estádio Municipal de Braga                               |                                                          |
| 20:45 UTC | 20:45 UTC        | Roland Linz 11′ Wenderson de Arruda Said 66′ | (1 – 0) Rapport |               | Braga Publik: 10 000 Domare: Vladimír Hriňák (Slovenien) | Braga Publik: 10 000 Domare: Vladimír Hriňák (Slovenien) |
| 20:45 UTC | 20:45 UTC        |                                              |                 |               | Braga Publik: 10 000 Domare: Vladimír Hriňák (Slovenien) | Braga Publik: 10 000 Domare: Vladimír Hriňák (Slovenien) |
| 20:45 UTC | 20:45 UTC        |                                              |                 |               | Braga Publik: 10 000 Domare: Vladimír Hriňák (Slovenien) | Braga Publik: 10 000 Domare: Vladimír Hriňák (Slovenien) |

|           | 19 december 2007 | Bayern München                                                   | 6 – 0           | Aris Thessaloníki | Allianz Arena                                      |                                                    |
| 20:45 UTC | 20:45 UTC        | Luca Toni 25′, 38′, 64′, 66′ Christian Lell 78′ Philipp Lahm 81′ | (2 – 0) Rapport |                   | München Publik: 64 000 Domare: Alon Yefet (Israel) | München Publik: 64 000 Domare: Alon Yefet (Israel) |
| 20:45 UTC | 20:45 UTC        |                                                                  |                 |                   | München Publik: 64 000 Domare: Alon Yefet (Israel) | München Publik: 64 000 Domare: Alon Yefet (Israel) |
| 20:45 UTC | 20:45 UTC        |                                                                  |                 |                   | München Publik: 64 000 Domare: Alon Yefet (Israel) | München Publik: 64 000 Domare: Alon Yefet (Israel) |

### Grupp G
| Nr | Lag               | S | V | O | F | GM | IM | MS | P |
| -- | ----------------- | - | - | - | - | -- | -- | -- | - |
| 1  | Getafe            | 4 | 3 | 0 | 1 | 7  | 5  | +2 | 9 |
| 2  | Tottenham Hotspur | 4 | 2 | 1 | 1 | 7  | 5  | +2 | 7 |
| 3  | Anderlecht        | 4 | 1 | 2 | 1 | 5  | 4  | +1 | 5 |
| 4  | AaB               | 4 | 1 | 1 | 2 | 7  | 7  | 0  | 4 |
| 5  | Hapoel Tel Aviv   | 4 | 1 | 0 | 3 | 3  | 8  | −5 | 3 |

| Hemma \ Borta     | Belgien | Spanien | Israel | England | Danmark |
| Anderlecht        | —       | —       | 2–0    | 1–1     | —       |
| Getafe            | 2–1     | —       | 1–2    | —       | —       |
| Hapoel Tel Aviv   | —       | —       | —      | 0–2     | 1–3     |
| Tottenham Hotspur | —       | 1–2     | —      | —       | 3–2     |
| AaB               | 1–1     | 1–2     | —      | —       | —       |

|           | 25 oktober 2007 | Anderlecht              | 2 – 0           | Hapoel Tel Aviv | Constant Vanden Stock-stadion                             |                                                           |
| 20:45 UTC | 20:45 UTC       | Nicolás Frutos 36′, 70′ | (1 – 0) Rapport |                 | Bryssel Publik: 16 586 Domare: Alexandru Tudor (Rumänien) | Bryssel Publik: 16 586 Domare: Alexandru Tudor (Rumänien) |
| 20:45 UTC | 20:45 UTC       |                         |                 |                 | Bryssel Publik: 16 586 Domare: Alexandru Tudor (Rumänien) | Bryssel Publik: 16 586 Domare: Alexandru Tudor (Rumänien) |
| 20:45 UTC | 20:45 UTC       |                         |                 |                 | Bryssel Publik: 16 586 Domare: Alexandru Tudor (Rumänien) | Bryssel Publik: 16 586 Domare: Alexandru Tudor (Rumänien) |

|           | 25 oktober 2007 | Tottenham Hotspur | 1 – 2           | Getafe                                            | White Hart Lane                                       |                                                       |
| 21:00 UTC | 21:00 UTC       | Jermain Defoe 19′ | (1 – 1) Rapport | 21′ Rubén de la Red 70′ Braulio Nóbrega Rodríguez | London Publik: 36 240 Domare: Knut Kircher (Tyskland) | London Publik: 36 240 Domare: Knut Kircher (Tyskland) |
| 21:00 UTC | 21:00 UTC       |                   |                 |                                                   | London Publik: 36 240 Domare: Knut Kircher (Tyskland) | London Publik: 36 240 Domare: Knut Kircher (Tyskland) |
| 21:00 UTC | 21:00 UTC       |                   |                 |                                                   | London Publik: 36 240 Domare: Knut Kircher (Tyskland) | London Publik: 36 240 Domare: Knut Kircher (Tyskland) |

|           | 8 november 2007 | Hapoel Tel Aviv | 0 – 2           | Tottenham Hotspur                     | Bloomfield Stadium                                       |                                                          |
| 17:00 UTC | 17:00 UTC       |                 | (0 – 2) Rapport | 26′ Robbie Keane 31′ Dimitar Berbatov | Tel Aviv Publik: 8 000 Domare: Grzegorz Gilewski (Polen) | Tel Aviv Publik: 8 000 Domare: Grzegorz Gilewski (Polen) |
| 17:00 UTC | 17:00 UTC       |                 |                 |                                       | Tel Aviv Publik: 8 000 Domare: Grzegorz Gilewski (Polen) | Tel Aviv Publik: 8 000 Domare: Grzegorz Gilewski (Polen) |
| 17:00 UTC | 17:00 UTC       |                 |                 |                                       | Tel Aviv Publik: 8 000 Domare: Grzegorz Gilewski (Polen) | Tel Aviv Publik: 8 000 Domare: Grzegorz Gilewski (Polen) |

|           | 8 november 2007 | Ålborbg BK            | 1 – 1           | Anderlecht            | Aalborg Stadion                                           |                                                           |
| 19:15 UTC | 19:15 UTC       | Mattias Lindström 86′ | (0 – 0) Rapport | 59′ Marcin Wasilewski | Ålborg Publik: 10 634 Domare: Laurent Duhamel (Frankrike) | Ålborg Publik: 10 634 Domare: Laurent Duhamel (Frankrike) |
| 19:15 UTC | 19:15 UTC       |                       |                 |                       | Ålborg Publik: 10 634 Domare: Laurent Duhamel (Frankrike) | Ålborg Publik: 10 634 Domare: Laurent Duhamel (Frankrike) |
| 19:15 UTC | 19:15 UTC       |                       |                 |                       | Ålborg Publik: 10 634 Domare: Laurent Duhamel (Frankrike) | Ålborg Publik: 10 634 Domare: Laurent Duhamel (Frankrike) |

|           | 29 november 2007 | Getafe                               | 1 – 2   | Hapoel Tel Aviv                | Coliseum Alfonso Pérez                                 |                                                        |
| 20:45 UTC | 20:45 UTC        | Pablo Hernández Domínguez 90′ (str.) | (0 – 2) | 5′ Walid Badir 31′ Baruch Dego | Getafe Publik: 5 000 Domare: Costas Kapitanis (Cypern) | Getafe Publik: 5 000 Domare: Costas Kapitanis (Cypern) |
| 20:45 UTC | 20:45 UTC        |                                      |         |                                | Getafe Publik: 5 000 Domare: Costas Kapitanis (Cypern) | Getafe Publik: 5 000 Domare: Costas Kapitanis (Cypern) |
| 20:45 UTC | 20:45 UTC        |                                      |         |                                | Getafe Publik: 5 000 Domare: Costas Kapitanis (Cypern) | Getafe Publik: 5 000 Domare: Costas Kapitanis (Cypern) |

|           | 29 november 2007 | Tottenham Hotspur                                         | 3 – 2           | Ålborg BK                               | White Hart Lane                                        |                                                        |
| 20:45 UTC | 20:45 UTC        | Dimitar Berbatov 45′ Steed Malbranque 51′ Darren Bent 66′ | (1 – 2) Rapport | 2′ Thomas Enevoldsen 37′ Kasper Risgård | London Publik: 29 758 Domare: Pedro Proença (Portugal) | London Publik: 29 758 Domare: Pedro Proença (Portugal) |
| 20:45 UTC | 20:45 UTC        |                                                           |                 |                                         | London Publik: 29 758 Domare: Pedro Proença (Portugal) | London Publik: 29 758 Domare: Pedro Proença (Portugal) |
| 20:45 UTC | 20:45 UTC        |                                                           |                 |                                         | London Publik: 29 758 Domare: Pedro Proença (Portugal) | London Publik: 29 758 Domare: Pedro Proença (Portugal) |

|           | 6 december 2007 | Ålborg BK      | 1 – 2           | Getafe                                            | Aalborg Stadion                                        |                                                        |
| 20:45 UTC | 20:45 UTC       | Rade Prica 90′ | (0 – 1) Rapport | 11′ Pablo Hernández Domínguez 78′ Esteban Granero | Ålborg Publik: 10 634 Domare: Nicola Rizzoli (Italien) | Ålborg Publik: 10 634 Domare: Nicola Rizzoli (Italien) |
| 20:45 UTC | 20:45 UTC       |                |                 |                                                   | Ålborg Publik: 10 634 Domare: Nicola Rizzoli (Italien) | Ålborg Publik: 10 634 Domare: Nicola Rizzoli (Italien) |
| 20:45 UTC | 20:45 UTC       |                |                 |                                                   | Ålborg Publik: 10 634 Domare: Nicola Rizzoli (Italien) | Ålborg Publik: 10 634 Domare: Nicola Rizzoli (Italien) |

|           | 6 december 2007 | Anderlecht    | 1 – 1           | Tottenham Hotspur           | Constant Vanden Stock-stadion                            |                                                          |
| 20:45 UTC | 20:45 UTC       | Bart Goor 68′ | (0 – 0) Rapport | 71′ (str.) Dimitar Berbatov | Bryssel Publik: 22 500 Domare: Damir Skomina (Slovenien) | Bryssel Publik: 22 500 Domare: Damir Skomina (Slovenien) |
| 20:45 UTC | 20:45 UTC       |               |                 |                             | Bryssel Publik: 22 500 Domare: Damir Skomina (Slovenien) | Bryssel Publik: 22 500 Domare: Damir Skomina (Slovenien) |
| 20:45 UTC | 20:45 UTC       |               |                 |                             | Bryssel Publik: 22 500 Domare: Damir Skomina (Slovenien) | Bryssel Publik: 22 500 Domare: Damir Skomina (Slovenien) |

|           | 19 december 2007 | Getafe                                           | 2 – 1           | Anderlecht        | Coliseum Alfonso Pérez                                               |                                                                      |
| 20:45 UTC | 20:45 UTC        | Pablo Hernández Domínguez 6′ Fabio Celestini 50′ | (1 – 0) Rapport | 90′ Cyril Théréau | Getafe Publik: 7 000 Domare: Nikolaj Vladimirovitj Ivanov (Ryssland) | Getafe Publik: 7 000 Domare: Nikolaj Vladimirovitj Ivanov (Ryssland) |
| 20:45 UTC | 20:45 UTC        |                                                  |                 |                   | Getafe Publik: 7 000 Domare: Nikolaj Vladimirovitj Ivanov (Ryssland) | Getafe Publik: 7 000 Domare: Nikolaj Vladimirovitj Ivanov (Ryssland) |
| 20:45 UTC | 20:45 UTC        |                                                  |                 |                   | Getafe Publik: 7 000 Domare: Nikolaj Vladimirovitj Ivanov (Ryssland) | Getafe Publik: 7 000 Domare: Nikolaj Vladimirovitj Ivanov (Ryssland) |

|           | 19 december 2007 | Hapoel Tel Aviv          | 1 – 3           | Ålborg BK                                                            | Bloomfield Stadium                                          |                                                             |
| 20:45 UTC | 20:45 UTC        | Fábio Júnior Pereira 45′ | (1 – 1) Rapport | 27′ Kasper Risgård 50′ (str.) Michael Jakobsen 66′ Thomas Enevoldsen | Tel Aviv Publik: 1 692 Domare: Jan Wegereef (Nederländerna) | Tel Aviv Publik: 1 692 Domare: Jan Wegereef (Nederländerna) |
| 20:45 UTC | 20:45 UTC        |                          |                 |                                                                      | Tel Aviv Publik: 1 692 Domare: Jan Wegereef (Nederländerna) | Tel Aviv Publik: 1 692 Domare: Jan Wegereef (Nederländerna) |
| 20:45 UTC | 20:45 UTC        |                          |                 |                                                                      | Tel Aviv Publik: 1 692 Domare: Jan Wegereef (Nederländerna) | Tel Aviv Publik: 1 692 Domare: Jan Wegereef (Nederländerna) |

### Grupp H
| Nr | Lag             | S | V | O | F | GM | IM | MS | P  |
| -- | --------------- | - | - | - | - | -- | -- | -- | -- |
| 1  | Bordeaux        | 4 | 4 | 0 | 0 | 9  | 5  | +4 | 12 |
| 2  | Helsingborgs IF | 4 | 2 | 1 | 1 | 8  | 5  | +3 | 7  |
| 3  | Galatasaray     | 4 | 1 | 1 | 2 | 6  | 5  | +1 | 4  |
| 4  | Panionios       | 4 | 1 | 1 | 2 | 4  | 7  | −3 | 4  |
| 5  | Austria Wien    | 4 | 0 | 1 | 3 | 1  | 6  | −5 | 1  |

| Hemma \ Borta   | Österrike | Frankrike | Turkiet | Sverige | Grekland |
| Austria Wien    | —         | 1–2       | —       | —       | 0–1      |
| Bordeaux        | —         | —         | 2–1     | 2–1     | —        |
| Galatasaray     | 0–0       | —         | —       | 2–3     | —        |
| Helsingborgs IF | 3–0       | —         | —       | —       | 1–1      |
| Panionios       | —         | 2–3       | 0–3     | —       | —        |

|           | 25 oktober 2007 | Helsingborgs IF    | 1 – 1           | Panionios                 | Olympia                                                |                                                        |
| 18:00 UTC | 18:00 UTC       | Henrik Larsson 83′ | (0 – 1) Rapport | 45′ Fanouris Goundoulakis | Helsingborg Publik: 6 451 Domare: Edo Trivković (CROO) | Helsingborg Publik: 6 451 Domare: Edo Trivković (CROO) |
| 18:00 UTC | 18:00 UTC       |                    |                 |                           | Helsingborg Publik: 6 451 Domare: Edo Trivković (CROO) | Helsingborg Publik: 6 451 Domare: Edo Trivković (CROO) |
| 18:00 UTC | 18:00 UTC       |                    |                 |                           | Helsingborg Publik: 6 451 Domare: Edo Trivković (CROO) | Helsingborg Publik: 6 451 Domare: Edo Trivković (CROO) |

|           | 25 oktober 2007 | Bordeaux                                    | 2 – 1           | Galatasaray              | Stade Chaban-Delmas                                  |                                                      |
| 19:00 UTC | 19:00 UTC       | Fernando Cavenaghi 53′ Marouane Chamakh 64′ | (0 – 1) Rapport | 22′ (str.) Shabani Nonda | Bordeaux Publik: 10 863 Domare: Robert Małek (Polen) | Bordeaux Publik: 10 863 Domare: Robert Małek (Polen) |
| 19:00 UTC | 19:00 UTC       |                                             |                 |                          | Bordeaux Publik: 10 863 Domare: Robert Małek (Polen) | Bordeaux Publik: 10 863 Domare: Robert Małek (Polen) |
| 19:00 UTC | 19:00 UTC       |                                             |                 |                          | Bordeaux Publik: 10 863 Domare: Robert Małek (Polen) | Bordeaux Publik: 10 863 Domare: Robert Małek (Polen) |

|           | 8 november 2007 | Galatasaray            | 2 – 3           | Helsingborgs IF                                                   | Ali Sami Yen Stadium                                |                                                     |
| 19:00 UTC | 19:00 UTC       | Shabani Nonda 45′, 90′ | (1 – 2) Rapport | 31′ Henrik Larsson 39′ Razak Omotoyossi 75′ Christoffer Andersson | Istanbul Publik: 22 000 Domare: Mike Dean (England) | Istanbul Publik: 22 000 Domare: Mike Dean (England) |
| 19:00 UTC | 19:00 UTC       |                        |                 |                                                                   | Istanbul Publik: 22 000 Domare: Mike Dean (England) | Istanbul Publik: 22 000 Domare: Mike Dean (England) |
| 19:00 UTC | 19:00 UTC       |                        |                 |                                                                   | Istanbul Publik: 22 000 Domare: Mike Dean (England) | Istanbul Publik: 22 000 Domare: Mike Dean (England) |

|           | 8 november 2007 | Austria Wien    | 1 – 2           | Bordeaux                                                        | Franz Horr Stadium                                   |                                                      |
| 20:15 UTC | 20:15 UTC       | Sanel Kuljic 5′ | (1 – 1) Rapport | 45′ Marouane Chamakh 88′ (str.) Wendel Geraldo Maurício e Silva | Wien Publik: 20 100 Domare: Pedro Proença (Portugal) | Wien Publik: 20 100 Domare: Pedro Proença (Portugal) |
| 20:15 UTC | 20:15 UTC       |                 |                 |                                                                 | Wien Publik: 20 100 Domare: Pedro Proença (Portugal) | Wien Publik: 20 100 Domare: Pedro Proença (Portugal) |
| 20:15 UTC | 20:15 UTC       |                 |                 |                                                                 | Wien Publik: 20 100 Domare: Pedro Proença (Portugal) | Wien Publik: 20 100 Domare: Pedro Proença (Portugal) |

|           | 29 november 2007 | Panionios | 0 – 3           | Galatasaray                                               | Nea Smyrni Stadium                                            |                                                               |
| 20:00 UTC | 20:00 UTC        |           | (0 – 0) Rapport | 50′ Serkan Çalik 63′ (str.) Rigobert Song 82′ Hakan Şükür | Aten Publik: 7 500 Domare: Alberto Undiano Mallenco (Spanien) | Aten Publik: 7 500 Domare: Alberto Undiano Mallenco (Spanien) |
| 20:00 UTC | 20:00 UTC        |           |                 |                                                           | Aten Publik: 7 500 Domare: Alberto Undiano Mallenco (Spanien) | Aten Publik: 7 500 Domare: Alberto Undiano Mallenco (Spanien) |
| 20:00 UTC | 20:00 UTC        |           |                 |                                                           | Aten Publik: 7 500 Domare: Alberto Undiano Mallenco (Spanien) | Aten Publik: 7 500 Domare: Alberto Undiano Mallenco (Spanien) |

|           | 29 november 2007 | Helsingborgs IF                                    | 3 – 0           | Austria Wien | Olympia                                                   |                                                           |
| 20:15 UTC | 20:15 UTC        | Ólafur Ingi Skúlason 47′ Razak Omotoyossi 66′, 70′ | (0 – 0) Rapport |              | Helsingborg Publik: 8 243 Domare: Anton Genov (Bulgarien) | Helsingborg Publik: 8 243 Domare: Anton Genov (Bulgarien) |
| 20:15 UTC | 20:15 UTC        |                                                    |                 |              | Helsingborg Publik: 8 243 Domare: Anton Genov (Bulgarien) | Helsingborg Publik: 8 243 Domare: Anton Genov (Bulgarien) |
| 20:15 UTC | 20:15 UTC        |                                                    |                 |              | Helsingborg Publik: 8 243 Domare: Anton Genov (Bulgarien) | Helsingborg Publik: 8 243 Domare: Anton Genov (Bulgarien) |

|     | 6 december 2007 | Austria Wien | 0 – 1           | Panionios             | Franz Horr Stadium                               |                                                  |
| UTC | UTC             |              | (0 – 0) Rapport | 90′ Ivica Majstorović | Wien Publik: 12 000 Domare: Jacek Granat (Polen) | Wien Publik: 12 000 Domare: Jacek Granat (Polen) |
| UTC | UTC             |              |                 |                       | Wien Publik: 12 000 Domare: Jacek Granat (Polen) | Wien Publik: 12 000 Domare: Jacek Granat (Polen) |
| UTC | UTC             |              |                 |                       | Wien Publik: 12 000 Domare: Jacek Granat (Polen) | Wien Publik: 12 000 Domare: Jacek Granat (Polen) |

|           | 6 december 2007 | Bordeaux                                        | 2 – 1           | Helsingborgs IF    | Stade Chaban-Delmas                                      |                                                          |
| 20:45 UTC | 20:45 UTC       | Marouane Chamakh 12′ Jussiê Ferreira Vieira 69′ | (1 – 1) Rapport | 17′ Henrik Larsson | Bordeaux Publik: 12 000 Domare: Florian Meyer (Tyskland) | Bordeaux Publik: 12 000 Domare: Florian Meyer (Tyskland) |
| 20:45 UTC | 20:45 UTC       |                                                 |                 |                    | Bordeaux Publik: 12 000 Domare: Florian Meyer (Tyskland) | Bordeaux Publik: 12 000 Domare: Florian Meyer (Tyskland) |
| 20:45 UTC | 20:45 UTC       |                                                 |                 |                    | Bordeaux Publik: 12 000 Domare: Florian Meyer (Tyskland) | Bordeaux Publik: 12 000 Domare: Florian Meyer (Tyskland) |

|           | 19 december 2007 | Panionios                                   | 2 – 3           | Bordeaux                                                          | Nea Smyrni Stadium                              |                                                 |
| 20:45 UTC | 20:45 UTC        | Rafik Djebbour 6′ (str.) Grigoris Makos 20′ | (2 – 1) Rapport | 39′ Fernando Cavenaghi 75′ Benoît Trémoulinas 87′ Wilfried Moimbe | Aten Publik: 7 000 Domare: Zsolt Szabó (Ungern) | Aten Publik: 7 000 Domare: Zsolt Szabó (Ungern) |
| 20:45 UTC | 20:45 UTC        |                                             |                 |                                                                   | Aten Publik: 7 000 Domare: Zsolt Szabó (Ungern) | Aten Publik: 7 000 Domare: Zsolt Szabó (Ungern) |
| 20:45 UTC | 20:45 UTC        |                                             |                 |                                                                   | Aten Publik: 7 000 Domare: Zsolt Szabó (Ungern) | Aten Publik: 7 000 Domare: Zsolt Szabó (Ungern) |

|           | 19 december 2007 | Galatasaray | 0 – 0   | Austria Wien | Ali Sami Yen Stadium                                       |                                                            |
| 20:45 UTC | 20:45 UTC        |             | Rapport |              | Istanbul Publik: 7 320 Domare: Ruud Bossen (Nederländerna) | Istanbul Publik: 7 320 Domare: Ruud Bossen (Nederländerna) |
| 20:45 UTC | 20:45 UTC        |             |         |              | Istanbul Publik: 7 320 Domare: Ruud Bossen (Nederländerna) | Istanbul Publik: 7 320 Domare: Ruud Bossen (Nederländerna) |
| 20:45 UTC | 20:45 UTC        |             |         |              | Istanbul Publik: 7 320 Domare: Ruud Bossen (Nederländerna) | Istanbul Publik: 7 320 Domare: Ruud Bossen (Nederländerna) |